# Lewis Gilbert
Lewis Gilbert CBE (Londres, Anglaterra, Gran Bretanya, 6 de març de 1920 - Mònaco, 23 febrer de 2018) va ser un director de cinema, guionista, productor i actor anglès.

## Biografia
Durant la Segona Guerra Mundial, Lewis Gilbert realitza documentals per al servei cinematogràfic de la RAF. Després, en els anys 1950 i 1960, destaca posant en escena alguns films de guerra, policíacs i també comèdies romàntiques. És d'altra banda premiat a Cannes el 1966 amb el Premi especial del jurat per a  Alfie amb Michael Caine.
És conegut sobretot per ser el director de tres grans produccions d'èxit de la sèrie dels James Bond: Només es viu dues vegades  amb Sean Connery, així com L'espia que em va estimar i Moonraker  amb Roger Moore.

## Filmografia

### com a director
- 1944: Sailors Do Care
- 1945: The Ten Year Plan
- 1946: Under One Roof (documental)
- 1946: Arctic Harvest
- 1947: The Little Ballerina
- 1950: Once a Sinner
- 1951: There Is Another Sun
- 1951: The Scarlet Thread
- 1952: Emergency Call
- 1952: Cosh Boy
- 1952: Time Gentlemen, Please!
- 1953: Johnny on the Run
- 1953: Albert R.N.
- 1954: The Good Die Young
- 1954: The Sea Shall Not Have Them
- 1955: Cast a Dark Shadow
- 1956: Reach for the Sky
- 1957: L'illa del paradís (The Admirable Crichton)
- 1958: A Cry from the Streets
- 1958: Carve Her Name with Pride
- 1959: El ferri de Hong Kong (Ferry to Hong Kong)
- 1960: Light Up the Sky!
- 1960: Sink the Bismarck!
- 1961: Pèrdua d'innocència (The Greengage Summer)
- 1962: H.M.S. Defiant
- 1964: El setè matí (The 7th Dawn)
- 1966: Alfie
- 1967: Només es viu dues vegades (You Only Live Twice)
- 1970: The Adventurers
- 1971: Friends
- 1974: Paul and Michelle
- 1975: Operació Trenc d'Alba (Operation: Daybreak)
- 1976: Seven Nights in Japan
- 1977: L'espia que em va estimar (The Spy Who Loved Me)
- 1979: Moonraker
- 1983: Educant la Rita (Educating Rita)
- 1986: Not Quite Paradise
- 1989: Shirley Valentine
- 1991: Stepping Out
- 1995: Haunted
- 2002: Before You Go

### com a guionista
- 1945: The Ten Year Plan
- 1948: The Little Ballerina
- 1949: Marry Me
- 1952: Emergency Call
- 1952: Cosh Boy
- 1954: The Good Die Young
- 1954: The Sea Shall Not Have Them
- 1956: Reach for the Sky
- 1957: L'illa del paradís (The Admirable Crichton)
- 1958: Carve Her Name with Pride
- 1959: El ferri de Hong Kong (Ferry to Hong Kong)
- 1970: The Adventurers
- 1995: Haunted

### com a productor
- 1953: Johnny on the Run
- 1960: Light Up the Sky!
- 1966: Alfie
- 1970: The Adventurers
- 1971: Friends
- 1974: Paul and Michelle
- 1976: Seven Nights in Japan
- 1983: Educant la Rita (Educating Rita)
- 1986: Not Quite Paradise
- 1989: Shirley Valentine
- 1991: Stepping Out
- 1995: Haunted

### com a actor
- 1939: Over the Moon
- 1979: Moonraker: home a St. Mark's Square

## Premis i nominacions

### Premis
- 1966: Premi especial del Jurat al Festival de Cannes per Alfie
- 1984: BAFTA a la millor pel·lícula per Educant la Rita

### Nominacions
- 1957: BAFTA al millor guió britànic per Reach for the Sky
- 1966: Palma d'Or per Alfie
- 1967: Oscar a la millor pel·lícula per Alfie
- 1967: Globus d'Or al millor director per Alfie
- 1967: BAFTA a la millor pel·lícula per Alfie
- 1990: BAFTA a la millor pel·lícula per Shirley Valentine